# Toledo Jeeps
I Toledo Jeeps furono una società cestistica professionistica con sede a Toledo (Ohio), attiva nella NBL nelle stagioni 1946-47 e 1947-48.
La squadra si classificò al secondo posto nel World Professional Basketball Tournament del 1947, alle spalle degli Indianapolis Kautskys.

## Stagioni
| Stagione | Lega | Denominazione | V  | P  | %    | Piazzamento | Play-off    |
| -------- | ---- | ------------- | -- | -- | ---- | ----------- | ----------- |
| 1946-47  | NBL  | Toledo Jeeps  | 21 | 23 | 47,7 | 3º          | Primo turno |
| 1947-48  | NBL  | Toledo Jeeps  | 22 | 37 | 37,3 | 5º          | -           |